# Љуџоу
Љуџоу (柳州) град је Кини у покрајини Гуангси. Према процени из 2009. у граду је живело 784.314 становника.

## Становништво
Према процени, у граду је 2009. живело 784.314 становника.
| 1990.   | 2000.   | 2009    |
| ------- | ------- | ------- |
| 619.835 | 715.180 | 784.314 |